# Adács
Adács község Heves vármegyében, a Gyöngyösi járásban.

## Fekvése
A Mátraalja déli részén fekszik, Gyöngyös központjától 11 kilométerre délre. Átlagos tengerszint feletti magassága nem éri el a 120 métert. Jelentősebb vízfolyása nincs, erdőterülete is csekély. Növény- és állatvilága alföldi jellegű. Belterülete 216, külterülete 3578 hektár.
A közvetlenül szomszédos települések: északkelet felől Karácsond, kelet felől Nagyfüged, délkelet felől Visznek, dél felől Jászárokszállás, nyugat felől Vámosgyörk, északnyugat felől pedig Gyöngyöshalász.

### Megközelítése
Közúton Gyöngyös felől a 3210-es úton, Vámosgyörk irányából pedig a Gyöngyös-Jászberény közti 3203-as útból kiágazó 32 103-as számú mellékúton érhető el.
Az ország távolabbi részei felől a leginkább kézenfekvő megközelítési útvonalat az M3-as autópálya kínálja, melynek Gyöngyös-kelet–Mátrafüred–Adács (78) csomópontjában letérve érhető el a község.
A hazai vasútvonalak közül a Budapest–Sátoraljaújhely-vasútvonal érinti, melynek egy megállási pontja van itt. Adács megállóhely a belterület északi részén helyezkedik el, közvetlenül a 3210-es út vasúti keresztezése mellett.

## Története
Már a késő bronzkorban lakott terület volt, amit a falu határában feltárt temető bizonyít, melynek leletanyaga az Egri Vármúzeumban került elhelyezésre. 
Adács az Aba nemzetség ősi birtoka volt, eredetileg a nemzetség három ágáé, a Kompolthi, a Csobánka és az Adácsi ágaké.
1323-ban Adach névalakban említették. Ekkor Károly Róbert király Kompolt fia Pál fia Imrének, az ugyanezen nemzetségből származó Csobánka Péter fia Páltól elvett itteni birtokát adományozza több más, Heves és Abaúj vármegyékben fekvő birtokkal együtt, a rozgonyi hadjárat alatt szerzett érdemeiért. Kompolthi Imre, aki 1324-ben siroki várnagy volt, 1337-ben az e nemzetségből származó Adácsi Miklóstól 60 márka garasért megvette annak birtokát, ezzel az egész helység ura lett. Imre fiai közül János (1341–1351) a Visontai család, és Imre (1343–1351) a Detki család őse.
Adács az 1348. évi osztozkodáskor Imre harmadik fiának, Istvánnak jutott.
Az 1332–1337. évi pápai tizedjegyzék szerint Adácsnak már ekkor önálló plébániája volt. Temploma a 16. században épült.
Adács a 15. században, 1421–1474 körül vámszedő hely volt. 1426-ban a Palóczyak kezére került. E család kihalása után Ráskay Zsigmond, őt követően Perényi Péter, majd Bebek Ferenc birtokában volt. 1614-től Bosnyák Tamás füleki várkapitány, ezután Balassa Imre örökölte. 1683 után Koháry István kapta birtokul. 1693-ban gróf Koháry Istvánnak e településen 13 jobbágytelke volt. 1741-ben még mindig a Koháryaké, gróf Koháry András József tábornok birtoka volt. 
1746-ban gróf Illésházy József vásárolta meg a falut, s 1759-ben gróf Batthyány György örökölte. Ettől kezdve másfél száz éven keresztül a Batthyány család volt a földbirtokos.
Adácson 1863-ban egy tűzvészben 8–10 ház leégett, 1868-ban pedig kisebb földrengés volt.
Ide tartoztak a 20. század elején Kenyérvár, valamint Józseftanya, mely Olgamajor néven is szerepelt és Haraszty Tivadar birtoka volt, továbbá Istvántanya (1903-ig Andrétanya), Jánostanya (azelőtt Bencsiktanya), Alajostanya (azelőtt Farkastanya) és Monostordombi tanya , amely Czudariktanya néven is ismert volt.
A falu a középkorban egyes források szerint a Telek-dűlőben feküdt, de az ott lévő település 1706-ban elpusztult, és lakói 1712-ben a jelenlegi helyre költöztek.
1773-ban használt községi pecsét címerén sarló, ekevas és búzakéve látható, körirata: "Adacsi pecsetnyomo".
1910-ben Adácsnak 3627 római katolikus vallású magyar lakosa volt.
Már a 20. század elején is Heves vármegye Gyöngyösi járásához tartozott.

## Közélete

### Polgármesterei
- 1990–1994: Fodor Lajos (független)[3]
- 1994–1998: Fodor Lajos (független)[4]
- 1998–2002: Fodor Lajos (független)[5]
- 2002–2006: Fodor Lajos (független)[6]
- 2006–2010: Ócsai László (független)[7]
- 2010–2014: Ócsai László (független)[8]
- 2014–2019: Ócsai László (független)[9]
- 2019–2024: Soha Márton (Fidesz-KDNP)[10]
- 2024– : Soha Márton (Fidesz–KDNP)[1]

Megjegyzés: a 2019-es polgármester-választáson Ócsai László már nem jelöltette magát.

## Népesség
A település népességének alakulása:
| Lakosok száma | 2694 | 2657 | 2642 | 2679 | 2558 | 2544 | 2542 |
|               | 2013 | 2014 | 2015 | 2021 | 2022 | 2023 | 2024 |

2001-ben a település lakosságának 97%-a magyar, 3%-a cigány nemzetiségűnek vallotta magát.
A 2011-es népszámlálás során a lakosok 86,4%-a magyarnak, 6,9%-a cigánynak, 0,5%-a németnek mondta magát (13,6% nem nyilatkozott; a kettős identitások miatt a végösszeg nagyobb lehet 100%-nál). A vallási megoszlás a következő volt: római katolikus 64,5%, református 2,9%, felekezeten kívüli 8,2% (23,7% nem nyilatkozott).
2022-ben a lakosság 90,7%-a vallotta magát magyarnak, 4,5% cigánynak, 0,3% ukránnak, 0,3% németnek, 0,2% románnak, 0,1% bolgárnak, 1,3% egyéb, nem hazai nemzetiségűnek (9,2% nem nyilatkozott; a kettős identitások miatt a végösszeg nagyobb lehet 100%-nál). Vallásuk szerint 43,2% volt római katolikus, 3% református, 0,8% görög katolikus, 0,1% evangélikus, 1,6% egyéb keresztény, 0,9% egyéb katolikus, 10,3% felekezeten kívüli (39,9% nem válaszolt).

## Infrastruktúra, gazdaság
A teljes infrastruktúra kiépült a községben. A villamosítást 1966-ban fejezték be. Valamennyi lakás vezetékes ivóvízzel van ellátva. A gázbekötésre 1990-ben került sor. 2005-ben kiépült a szennyvízhálózat és a kábeltévé-hálózat is. A vállalkozások köre viszonylag szűk. A megélhetési lehetőséget tekintve a legnagyobb munkáltató a MÁV, sokan Visontára vagy Gyöngyösre járnak el dolgozni.
A község határában található halastó kedvelt kirándulóhely. A tó mellett az elmúlt években közel százötven kis üdülő épült.

## Nevezetességei, rendezvényei
- Római katolikus templom, kora barokk stílusú, a főoltára késő barokk stílusú.

A Szent Jakab apostol tiszteletére szentelt templomot Koháry István építtette 1742-ben, eredetileg torony nélkül. 1789 után tornyos homlokzattal bővítették, ma műemlék.
A templom előtti kőkereszt (1807)
- Szent Magdolna-kereszt (1801)
- Nepomuki Szent János-szobor  (1779)
- A községben több műemléknek nyilvánított lakóház is található; ezek a 19. századi népi építészet emlékei.
- József Attila Művelődési Ház
  - Határon Túli Magyarok Találkozója
  - Országos Színjátszó Fesztivál

## Híres emberek
- Itt született 1911. január 23-án Bánk József egyházjogász, váci megyés püspök (1969-1974 és 1978-1987), egri érsek (1974-1978).[14]